# Стари лозя (дем Еордея)
Стари лозя (на гръцки: Παλιά Αμπέλια, Палия Амбелия, Οικισμός ΔΕΗ, Село на Обществената електрическа компания) е село в Егейска Македония, Република Гърция, в дем Еордея, област Западна Македония.

## География
Селото е разположено на 630 m надморска височина, на 6 km югоизточно от Кайляри (Птолемаида) и на практика е квартал на града.

## История
Селото е основано през 50-те години на XX век и е регистрирано за пръв път в преброяването от 1961 година. Основано е в землището на Дурутово, на мястото на старите лозя, пострадали от филоксерата през Първата световна война. Настанява работници на Обществената електрическа компания.
| Година    | 1913 | 1920 | 1928 | 1940 | 1951 | 1961 | 1971 | 1981 | 1991 | 2001 | 2011 | 2021 |
| --------- | ---- | ---- | ---- | ---- | ---- | ---- | ---- | ---- | ---- | ---- | ---- | ---- |
| Население |      |      |      |      |      | 123  | 385  | 392  | 349  | 327  | 167  | 1    |